# Чуканов, Анатолий Дмитриевич
Анато́лий Дми́триевич Чука́нов (20 июля 1934, Сычёвка, Никифоровский район, Воронежская область, РСФСР, СССР — 8 апреля 2019, Тамбов, Россия) — советский организатор сельскохозяйственного производства, Герой Социалистического Труда.

## Биография
Родился в Воронежской области, теперь это Тамбовская область.
Окончил Мичуринский плодоовощной техникум им. И. В. Мичурина и Мичуринский сельхозинститут им. И. В. Мичурина (заочно, с отличием).
- 1952—1956 — участковый агроном Бирской МТС Облученского района Хабаровского края.
- 1956—1961 — старший агроном колхоза им. Жданова (с. Бокино).
- 1961—1973 — гл. агроном совхоза «Комсомолец» (в 1964 году полгода в командировке в Алжире по направлению ЦК ВЛКСМ).
- 1973—1983 — директор совхоза им. 60-летия ВЛКСМ (с. Столовое).
- 1983—1984 — главный агроном Тамбовского районного управления сельского хозяйства.
- 1984—2019 — директор совхоза (племзавода) «Пригородный».

Указом Президиума Верховного Совета СССР от 13 марта 1981 года присвоено звание Героя Социалистического Труда с вручением ордена Ленина и золотой медали «Серп и Молот».
Избирался депутатом Верховного Совета РСФСР 10-го созыва.
Жил в Тамбове.
Скончался после продолжительной болезни на 85 году жизни похоронен на Старом кладбище в пгт Дмитриевка